# Macroglossum marquesanum
Macroglossum marquesanum är en fjärilsart som beskrevs av Collenette 1935. Macroglossum marquesanum ingår i släktet Macroglossum och familjen svärmare. Inga underarter finns listade i Catalogue of Life.